# Newark Skeeters
O Newark Skeeters foi um clube americano de futebol com sede em Newark, Nova Jérsei e era membro da American Soccer League e da Eastern Soccer League.

## História
Em dezembro de 1924, Tom Adam, ex-gerente do West Hudson AA, tornou-se o gerente dos Skeeters.  Em 1928, a American Soccer League suspendeu Newark quando o time desafiou o boicote da liga à National Challenge Cup . Os Skeeters então se juntaram a duas outras equipes ASL, Bethlehem Steel e New York Giants, na recém-criada Eastern Professional Soccer League. O clube desistiu após a fusão da ASL & ESL após o outono de 1929.

## Estatísticas

### Participações
|  | Participações em 2020 |

| Competição     | Competição             | Temporadas | Melhor campanha        | Estreia | Última  | P | R |
| Estados Unidos | American Soccer League | 5          | Oitavo Lugar (1923/24) | 1923/24 | 1928/29 |   | – |